# Калавеј (Флорида)
Калавеј (енгл. Callaway) град је у америчкој савезној држави Флорида. По попису становништва из 2010. у њему је живело 14.405 становника.

## Демографија
Према попису становништва из 2010. у граду је живело 14.405 становника, што је 172 (1,2%) становника више него 2000. године.
| Група             | 2000.          | 2010.         |
| Белци             | 10.501 (73,8%) | 9.730 (67,5%) |
| Афроамериканци    | 2.251 (15,8%)  | 2.619 (18,2%) |
| Азијати           | 478 (3,4%)     | 592 (4,1%)    |
| Хиспаноамериканци | 509 (3,6%)     | 849 (5,9%)    |
| Укупно            | 14.233         | 14.405        |